# Francisco Javier García Fernández
|  | «Javi García» redirigeix aquí. Vegeu-ne altres significats a «Javier García». |

Francisco Javier García Fernández, més conegut com a Javi García, (Mula, 8 de febrer de 1987) és un futbolista professional espanyol format al Reial Madrid que actualment juga al Boavista FC. Ha estat internacional amb la selecció espanyola.

## Biografia
Des de petit ha jugat a les categories inferiors del Reial Madrid. A la temporada 2004-2005 va debutar amb el segon filial blanc a la Tercera Divisió, per pujar a la Segona Divisió a l'any següent, amb el Reial Madrid Castella. L'estiu del 2006, va jugar al Campionat Europeu Sots-19 amb la selecció espanyola, amb una notable actuació, marcant dos gols i guanyant el campionat.
L'entrenador del primer planter, Fabio Capello, el va convocar per jugar amb el Reial Madrid a la pretemporada, i fou titular al Trofeu Ramón de Carranza.
L'arribada de Mahamadou Diarra i de Fernando Gago, al mercat d'hivern, li van tancar les portes del primer equip, i va seguir jugant amb el Castilla.
L'estiu del 2007 va fitxar pel CA Osasuna per 2,5 milions d'euros, encara que només hi ha jugat una temporada, ja que el Reial Madrid va fer efectiva una opció de recompra per quatre milions d'euros.
Durant la pretemporada 2008-09, l'entrenador Bernd Schuster va provar d'endarrerir la seva posició al terreny de joc, jugant de defensa central. Va disputar 15 partits durant la temporada, encara que només tres com a titular.
El 22 de juliol de 2009 va fitxar pel SL Benfica per 7 milions d'euros, encara que el Real Madrid es reserva un dret de tempteig i el 10% d'una posterior venda del jugador.
El 31 d'agost de 2012 el Benfica va acordar traspassar-lo al Manchester City anglès, per 20 milions d'euros.
El 27 de maig de 2013, entrà a la llista de 26 preseleccionats per Vicente del Bosque per disputar la Copa Confederacions 2013, tot i que posteriorment el 2 de juny, no va ser inclòs a la llista definitiva de convocats per aquesta competició.

## Palmarès
| Títol                     | Equip          | País    | Any  |
| ------------------------- | -------------- | ------- | ---- |
| Segona divisió B          | RM Castilla    | Espanya | 2005 |
| Campionat d'Europa sub-19 | Espanya sub-19 | Espanya | 2006 |
| Supercopa d'Espanya       | Reial Madrid   | Espanya | 2008 |